# Casas del Monte
Casas del Monte es un municipio español perteneciente a la mancomunidad del valle del Ambroz, en la provincia de Cáceres, comunidad autónoma de Extremadura. Es un centro seleccionado para la práctica de deportes y turismo.
El pueblo se encuentra a medio camino entre Cáceres y Salamanca, en la carretera N-630, a 15 km de Hervás y menos de 30 km de Plasencia. Actualmente llega hasta el mismo cruce la autovía A-66, en su salida 446.

## Símbolos
El escudo de Casas del Monte fue aprobado mediante la "Orden de 25 de mayo de 2004, por la que se aprueba el Escudo Heráldico, para el Ayuntamiento de Casas del Monte", publicada en el Diario Oficial de Extremadura el 22 de junio de 2004, luego de aprobar el expediente el pleno del ayuntamiento el 6 de febrero de 2003 y emitir informe el Consejo Asesor de Honores y Distinciones de la Junta de Extremadura el 29 de abril de 2004. El escudo se define oficialmente así:

Escudo tajado. Primero, de plata, una torre en su color, mazonada de sable y aclarada de gules, terrasada de sinople, adiestrada de un pino de sinople y siniestrada de un castaño de lo mismo. Segundo, de oro, seis matas de fresas de sinople, frutadas de gules, puestas en barra 4 y 2. Al timbre, corona real cerrada.

## Geografía física
Integrado en la comarca de Valle del Ambroz, se sitúa a 103 kilómetros de Cáceres. El término municipal está atravesado por la Autovía Ruta de la Plata (A-66) y por la carretera nacional N-630, entre los pK 444 y 447, además de por carreteras locales que conectan con Zarza de Granadilla y Segura de Toro. 
El relieve del municipio está definido por los Montes de Tras la Sierra, en su ladera occidental. La altitud oscila entre los 1825 metros (pico Camocho) en el límite con Navaconcejo, y los 400 metros en el extremo occidental. El pueblo se alza a 597 metros sobre el nivel del mar. 
| Noroeste: La Granja        | Norte: Segura de Toro | Nordeste: Segura de Toro |
| Oeste: Zarza de Granadilla |                       | Este: Navaconcejo        |
| Suroeste: Jarilla          | Sur: Jarilla          | Sureste: Rebollar        |

## Historia
Los primeros habitantes que dejaron huella en esta tierra fueron los vetones, cuya vida dependía principalmente de los rebaños de ganado, de ahí que sus esculturas más famosas eran dedicadas precisamente a los verracos, como el Toro de Segura de la vecina localidad de Segura de Toro. 
Después de periodos de guerra con los que aquí vivían, comenzó la romanización de la zona, que dejó bastantes restos como son los de Granjuela, donde se ha encontrado un mausoleo octogonal del siglo IV al lado de la villa romana. En Piedras Labradas, ya en el vecino término de Jarilla, hay restos de lo que fue un templo romano, que los lugareños atribuyen a un castillo que no se llegó a construir o una ermita. Tras la caída de Roma, llegaron a estas lindes los visigodos, que no dejaron nada que se conozca que atestigüe su paso.
Con la invasión musulmana en el 711, llegaron nuevos pobladores almohades que se asentaron por esta zona, quizás Granadilla fuera la única población que fundaron. Cuando Alfonso VIII fundó Plasencia, mandó construir los asentamientos militares de la Oliva y de Segura, formándose así los primeros núcleos que más tarde darían origen a Casas del Monte.
La actual localidad de Casas del Monte fue fundada en la segunda mitad de siglo XV aproximadamente, por vaqueros de La Garganta. Más tarde el pueblo creció al llegar vecinos de otros pueblos, construyéndose la actual iglesia en 1580.
Casas del Monte perteneció al Sexmo de Plasencia.
A la caída del Antiguo Régimen la localidad se constituyó en municipio constitucional en la provincia de Cáceres, quedando integrado desde 1834 en el hoy extinto partido judicial de Granadilla. En el censo de 1842 contaba con 200 hogares y 1096 habitantes.

## Demografía
Casas del Monte cuenta con una población de 768 habitantes (INE 2024).
| Gráfica de evolución demográfica de Casas del Monte entre 1842 y 2021                                               |
| |
| Población de derecho según los censos de población del INE Población de hecho según los censos de población del INE |

## Patrimonio

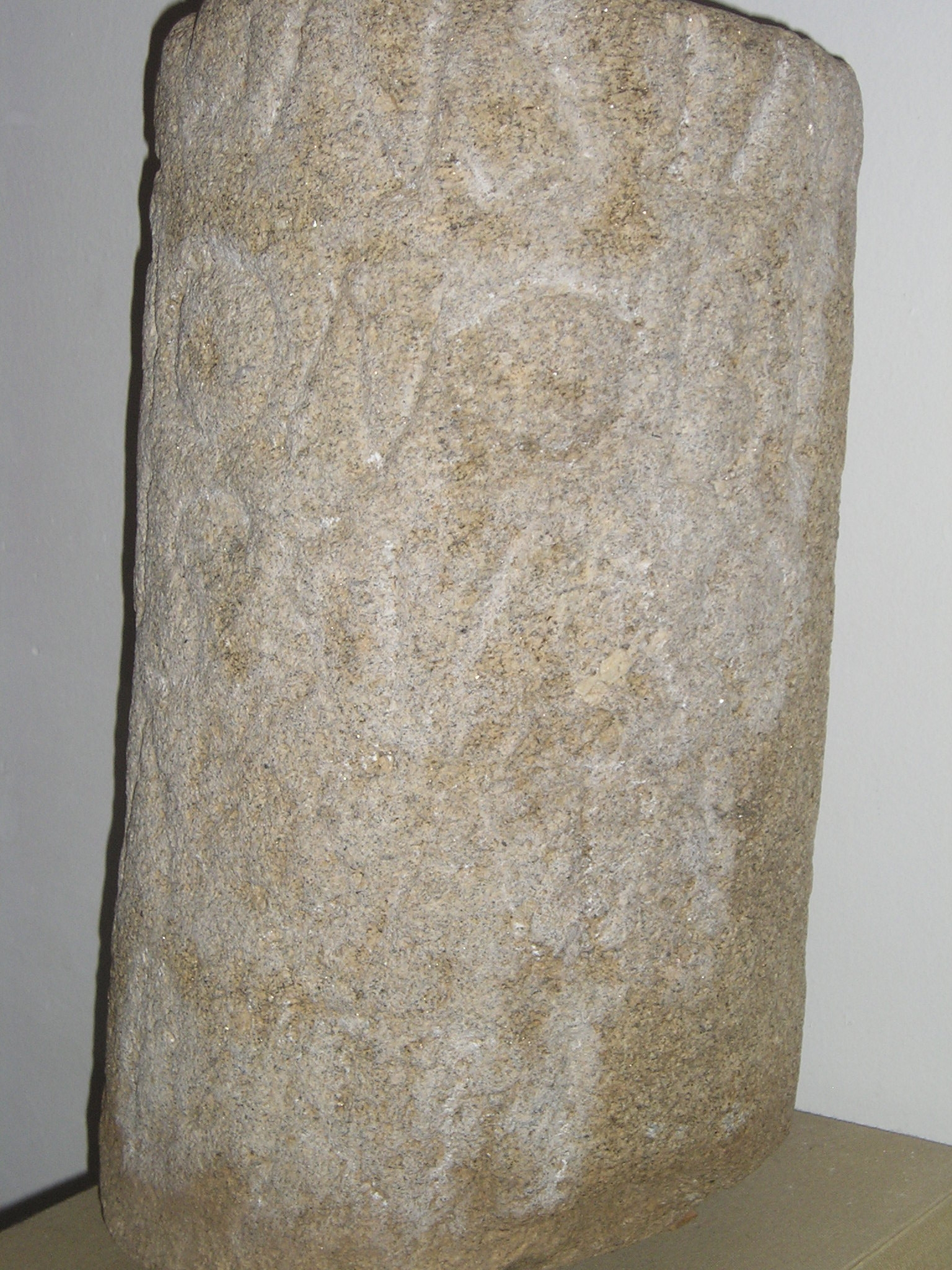
Miliario romano del encontrado en la Vía de la Plata en Casas del Monte, depositado en el Museo de Cáceres.

Cuenta con iglesia parroquial propia, dedicada a los Santos Mártires Fabián y Sebastián, en el arciprestazgo de Hervás, en la diócesis de Plasencia.
Otros lugares de interés son una piscina natural y la garganta Ancha, así como los distintos lugares de la sierra donde hay rutas para el senderismo.

## Cultura

### Festividades
- 20 de enero: En este día se celebra la Fiesta de los Santos Patrones de la Iglesia Parroquial. Como tradición de esta fiesta decir que cada año corresponde a cuatro vecinos ser Mayordomo, y tiene derecho a sacar y meter la Andas como los patrones San Fabián y San Sebastián de la iglesia, además de llevarnos en procesión por el pueblo. Los agraciados con este honor celebran un convite al que son invitados todos los vecinos del pueblo. Cada año siguiendo un orden predeterminado desde hace siglos le corresponde ser Mayordomo a dos vecinos a ambos lados de la calle por lo que discurre la vez, por este motivo puede que no les toque a algunas familias en toda su vida.
- Semana Santa y quintos: Mientras en otras localidades de la geografía española, la Semana Santa, se vive con devoción, aquí se disfruta de la naturaleza. No faltan los pasos procesionales, pero la tranquilidad y la explosión de la primavera reinan sobre todo lo demás. Por estas fechas los quintos suele celebrar la quinta, pasean por todo el pueblo un macho cabrío al que le adornan con campanillos, el miércoles pasan por todo el pueblo pidiendo, llevándose los chorizos, huevos y dinero que les dan la casa a la que pasan durante toda la semana. Durante este año que duran su quinta, tienen el derecho y la obligación de cobrar el piso a los forasteros que se echan novia en el pueblo. El día más esperado de toda la Semana Santa es el domingo de Pascua, ese día está destinado a salir al campo y comer el Hornazo con todos los amigos y familiares.
- 25 de abril - San Marcos: Durante cuatro días consecutivos se celebra la festividad de San Marcos, patrón de la cooperativa. No faltan las verbenas nocturnas hasta altas horas de la madrugada en el mismo local de la cooperativa. El primer día todos los habitantes y forasteros se acercan al convite que ofrece la misma. Como es segunda fiesta en importancia del año las peñas ya empiezan a funcionar.
- 14 de septiembre - Cristo de la Victoria: Sin duda es la fiesta más importante y más celebrada de Casas del Monte. La diversión está garantiza desde el primer día hasta el último en total cinco días. Es celebrado en la parte alta del pueblo donde es amenizado con verbenas en la Plaza de los Morales, y lleno de peñas en las que se puede disfrutar de la compañía de los lugareños que seguro les invitarán. Por la mañana la charanga va despertando al pueblo desde bien pronto acompañada de la gente que aún tiene más ganas de fiesta.

### Gastronomía
- Dulces: perrunillas, mantecados, hornazos y bollos de leche;
- Frutas: fresas y cerezas;
- Embutidos: morcillas de calabaza y patateras, chorizo de bútago, lomo, quesos de cabra y de oveja;
- Carnes: cabrito, caldereta, patatas con carne, cazuela;
- Legumbres: chinches con arroz;
- Sopas: de tomate, de huevo, dulces;
- Varios: patatas escabechadas y migas.